# Tom Webster (Eishockeyspieler)
Thomas Ronald „Tom“ Webster (* 4. Oktober 1948 in Kirkland Lake, Ontario; † 10. April 2020) war ein kanadischer Eishockeyspieler, -trainer und -scout. Der Verteidiger bestritt 102 Partien für die Boston Bruins, Detroit Red Wings und California Golden Seals in der National Hockey League (NHL), stand jedoch überwiegend bei den New England Whalers in der World Hockey Association (WHA) auf dem Eis. Mit den Whalers, für die er 352 Spiele absolvierte, gewann er im Jahr 1973 die Avco World Trophy. Anschließend war er über 30 Jahre als Trainer und Scout tätig, wobei er in der NHL die Los Angeles Kings und New York Rangers als Cheftrainer betreute.

## Karriere
Webster wuchs als eines von acht Kindern auf und spielte während seiner Juniorenzeit gemeinsam mit Derek Sanderson, Jean Pronovost und Rick Ley bei den Niagara Falls Flyers in der Ontario Hockey Association, die damals von den Boston Bruins unterstützt wurden. Die Bruins wählten ihn schließlich auch beim NHL Amateur Draft 1966 in der vierten Runde als 19. Spieler aus. Am Ende einer hervorragenden Saison 1967/68 gewann er mit seinem Team den Memorial Cup.
In der Saison 1968/69 kam er zu seinem Debüt in der NHL, doch der Kader der Bruins war in dieser Zeit mit Bobby Orr und Phil Esposito sehr stark besetzt. Nur zu elf Einsätzen kam er bei den Bruins in zwei Spielzeiten und meist wurde er bei den Oklahoma City Blazers in der Central Hockey League eingesetzt. Beim NHL Expansion Draft 1970 wählten ihn die Buffalo Sabres aus, doch schon am selben Tag tauschten sie ihn mit den Detroit Red Wings, die dafür Roger Crozier zu den Sabres schickten. In der Saison 1970/71 wurde er auf Anhieb bester Scorer in Detroit. Überraschenderweise gaben die Red Wings ihn kurz nach Beginn der folgenden Saison für Ron Stackhouse an die California Golden Seals ab. Eine Rückenverletzung beendete für ihn bald diese Spielzeit.
Zur Saison 1972/73 folgte er wie viele andere dem Ruf der neu gegründeten World Hockey Association und unterschrieb einen Vertrag bei den New England Whalers. Dort traf er wieder auf Rick Ley, mit dem er schon als Jugendlicher gespielt hatte. Die erste Saison beendete er als viertbester Scorer der Liga. Erfolgreich verliefen auch die Playoffs. Er selbst war zweitbester Scorer und gewann mit seinem Team die Avco World Trophy. Bei der Summit Series 1974 vertrat er Kanada gegen das Team der Sowjetunion. Auch in den folgenden Jahren war er eine Stütze der Whalers. In der Saison 1975/76 trumpfte er in den Playoffs noch einmal auf und war mit Abstand bester Scorer unter den Spielern, die nicht das Finale erreichten. Obwohl er die letzte Saison in der Geschichte der WHA verletzungsbedingt verpasste, war er mit 220 Treffern siebtbester Torschütze in der Geschichte der WHA.
Noch einmal versuchte er den Sprung in die NHL und unterschrieb als Free Agent bei den Detroit Red Wings für die Saison 1979/80. Nur ein Spiel bestritt er noch für Detroit, doch für das Farmteam Adirondack Red Wings in der American Hockey League bestritt er nicht nur einige Spiele, sondern wurde im Laufe der Saison zum Trainer des Teams befördert. Nach Engagements bei den Springfield Indians in der AHL, den Tulsa Oilers in der CHL und den Salt Lake Golden Eagles in der International Hockey League übernahm er das Juniorenteam der Windsor Compuware Spitfires in der Ontario Hockey League. In dieser Zeit übernahm er in der Saison 1986/87 auch für 14 Spiele die New York Rangers.
In der Saison 1989/90 übernahm er seine erste längerfristige Trainerposition bei einem NHL-Team. Die Los Angeles Kings um Wayne Gretzky waren hierbei eine große Herausforderung. Drei Spielzeiten betreute er die Kings, bevor er 1992 die Detroit Junior Red Wings in der OHL übernahm. 1994 kehrte er in die NHL zurück. Als Assistenztrainer war er bei den Philadelphia Flyers zwei Jahre lang beschäftigt, ehe er in derselben Position zu den Hartford Whalers wechselte. Er zog mit den Whalers um und blieb zwei Jahre am neuen Standort bei den Carolina Hurricanes. Von 1999 bis 2003 kehrte er zu den Windsor Spitfires zurück. Anschließend wechselte er die Profession und war über zehn Jahre als Scout für die Calgary Flames tätig, ehe er sich nach der Saison 2013/14 aus dem professionellen Eishockey zurückzog.
Webster verstarb am 10. April 2020 im Alter von 71 Jahren.

## Erfolge und Auszeichnungen
| - 1968 J.-Ross-Robertson-Cup-Gewinn mit den Niagara Falls Flyers - 1968 Eddie Powers Memorial Trophy - 1968 Max Kaminsky Trophy - 1968 OHA Second All-Star Team - 1968 Memorial-Cup-Gewinn mit den Niagara Falls Flyers - 1973 Teilnahme am WHA All-Star Game | - 1973 Avco-World-Trophy-Gewinn mit den New England Whalers - 1973 WHA Second All-Star Team - 1974 Teilnahme am WHA All-Star Game - 1981 Calder-Cup-Gewinn mit den Adirondack Red Wings (als Cheftrainer) - 2012 Aufnahme in die WHA Hall of Fame |

## Rekorde
- 220 Tore für die New England Whalers
- 425 Punkte (220 Tore + 205 Vorlagen) für die New England Whalers

## Karrierestatistik

### International
Vertrat Kanada bei:
- Summit Series 1974

(Legende zur Spielerstatistik: Sp oder GP = absolvierte Spiele; T oder G = erzielte Tore; V oder A = erzielte Assists; Pkt oder Pts = erzielte Scorerpunkte; SM oder PIM = erhaltene Strafminuten; +/− = Plus/Minus-Bilanz; PP = erzielte Überzahltore; SH = erzielte Unterzahltore; GW = erzielte Siegtore; 1 Play-downs/Relegation; Kursiv: Statistik nicht vollständig)

### NHL-Trainerstatistik
(Legende zur Trainerstatistik: Sp oder GC = Spiele insgesamt; W oder S = erzielte Siege; L oder N = erzielte Niederlagen; T oder U = erzielte Unentschieden; OTL oder OTN = erzielte Niederlagen nach Overtime oder Shootout; Pts oder Pkt = erzielte Punkte; Pts% oder Pkt% = Punktquote; Win% = Siegquote; Resultat = erreichte Runde in den Play-offs)